# Дашенко Василь Павлович

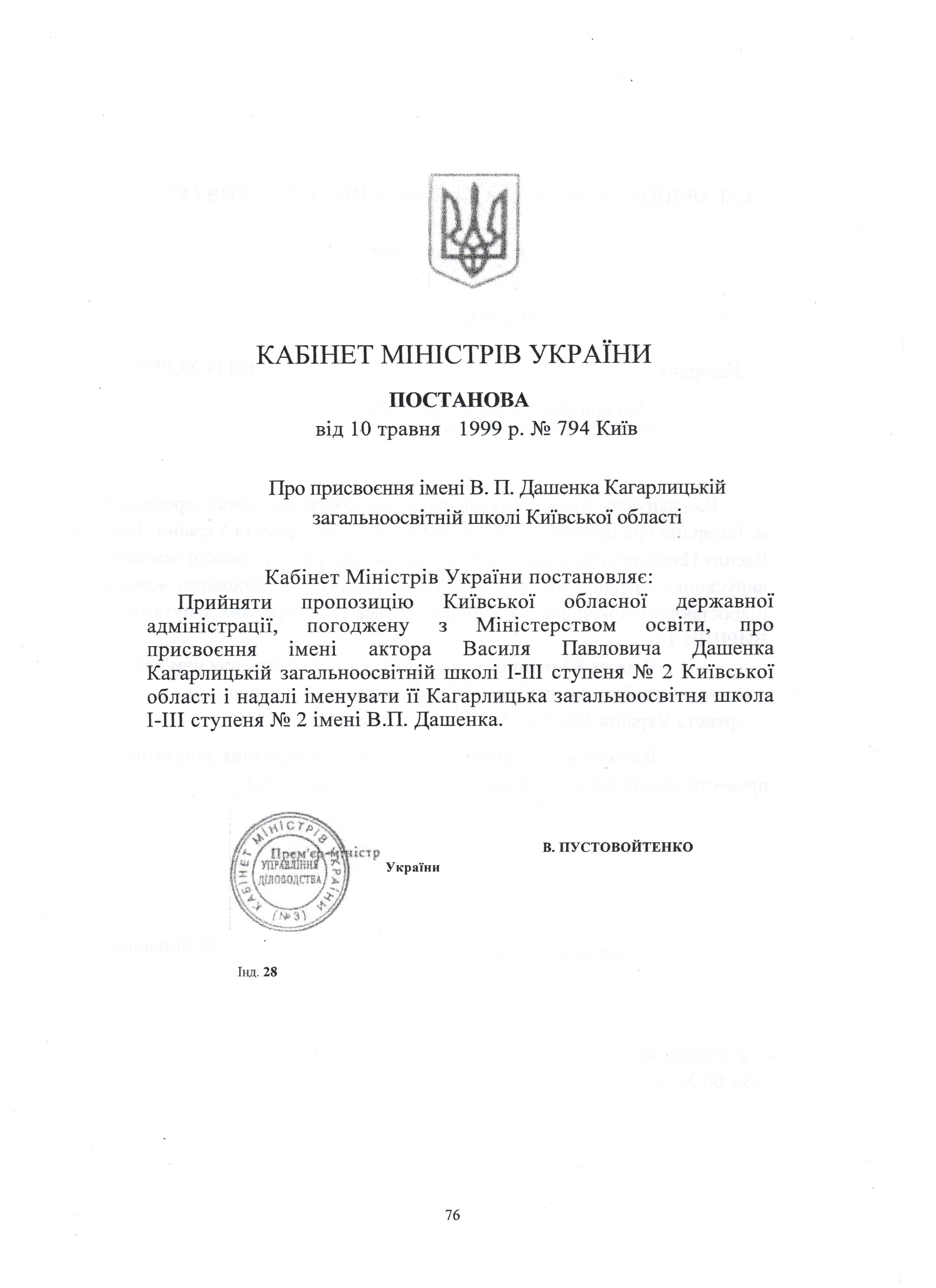
Постанова про присвоєння іменні Дашенко В. П. Кагарлицькій ЗОШ І-ІІІ ст. № 2

Василь Павлович Дашенко (31 грудня 1916, Кагарлик, Київська губернія, Російська імперія — 2 січня 1985, Київ, Українська РСР) — актор, народний артист УРСР (1970).
Народився 31 грудня 1916 року в Кагарлику в родині селянина. Дитячі і шкільні роки пройшли в рідному містечку.
Закінчив Київський театральний інститут (1941). У 1946—1985 — актор Київського українського драматичного театру ім. І. Франка.
У послужному списку Василя Павловича Дашенка понад сто ролей у театрі й кіно. Але  одна — заповітна, якою він гордився. Це роль лейтенанта Миколи Мельникова у кінофільмі «Винищувачі» Едуарда Пенцліна (1939), яка стала його першим кроком до одержання звання Народного. Навчався в школі сумлінно, був допитливим і активним на уроках. Ще учнем захоплювався природою, історією рідного краю, народними піснями. Василь Павлович у своїх спогадах (червень 1984 року) писав: «Дуже хотілося мені бути схожим на запальних, енергійних, рішучих старших за віком і життєвим досвідом односельчан, з якими жив і мужнів на одній з околиць Кагарлика, яка називалася Загребелля (знаходилася  вона за греблею великого і дуже красивого ставка).
Навчаючись у школі, співав у хорі, обробляв шкільні ділянки, був активним організатором і учасником шкільного драмгуртка. З усіма учнями прополювали від бур'янів усуспільнену землю, збирали бурякового довгоносика. До свят готували свої виступи і виступали з ними скрізь. Все це робилося з гарячим серцем, великим захопленням. Інколи наші репетиції в школі „виходили з берегів“ і продовжувалися далеко за північ…»
Найкращим помічником і другом для нього була мама Хтодосія. Проста селянська жінка, яка вміла  прясти, вишивати, прекрасно  співати і добре працювати, ростила четверо дітей. Отож до самої смерті Василь Павлович називав і згадував її ніжними словами «моя матуся». Після закінчення семи класів поїхав на Донбас, вчився у ремісничому училищі: чотири години у шахті № 8-9 «Боково-Антрацитівська», чотири — за партою. Це був період трудового загартування. Потім працював на Кагарлицькому цукрозаводі слюсарем-машиністом, був вожатим у школі. В цей час часто виступав на самодіяльній сцені, граючи головних героїв.
У 1937 році Василь Дашенко вступив до Київського театрального технікуму, а з другого курсу був зарахований студентом театрального інституту імені Карпенка-Карого. Вчився у відомого режисера Г. Полежаєва, починав шлях у мистецтві разом з Ольгою Кусенко, Миколою Фокіним, Михайлом Задніпровським, Юрієм Тимошенком.
Доля подарувала Василю Павловичу зустрічі з багатьма відомими людьми. Тепло він згадував про роботу у кінофільмі «Щорс», який знімав знаменитий О. П. Довженко. У 1939 році студент третього курсу Дашенко знімається у кінофільмі «Винищувачі» разом з Марком Бернесом.
Під час радянсько-фінської війни з листопада 1939 року по квітень 1940 року був добровольцем на фронті.
Весною 1940 року Дашенко знову студент театрального інституту і одночасно актор Київської кіностудії художніх фільмів. Режисер Ігор Савченко запрошує зніматися в картині «Літа молодії», де Василь Дашенко працював з Борисом Андреєвим.
Молодий актор знову йде добровольцем у діючу армію. Знову фронт. Молодший лейтенант Дашенко командує саперним взводом.
У боях на Дніпрі його поранило. Після лікування продовжував воювати, про що свідчать бойові нагороди. Ігор Савченко у 1942 році розшукав і відкликав його через Наркомат оборони до Ашхабаду, де під час війни перебувала Київська кіностудія. І з цього часу на всіх фронтах воюють кіногерої артиста Дашенка. У всесвітньо відомому фільмі Марка Донського «Райдуга» він грає роль бійця; у схвильованому, життєво достовірному фільмі «Це було у Донбасі» — роль матроса Долі. Постійно знімається у військових кінозбірниках, які стали разючою зброєю у боротьбі з фашистською ідеологією, робили великий внесок у справу патріотичного виховання воїнів армії і флоту.
Невдовзі після звільнення Києва від німецько-фашистських загарбників Василь Дашенко повертається до Києва. Знову робота на Київській кіностудії художніх фільмів. Молодий актор усі свої сили, усю свою натхненну творчість віддавав тому, щоб відтворити на екрані подвиг народу, його героїзм, силу і щедрість.
У 1945—1946 роках працював актором Київського театру мініатюр.
У 1946 році В. П. Дашенка запрошують до його улюбленого, давно вимріяного Київського драматичного театру ім. Івана Франка, де він працював до останніх днів життя. В театрі вчився у відомих майстрів сцени А. Бучми, Д. Мі- лютенка, Гната Юри та інших. Праця у театрі приносить йому радість творчості, а глядачам — цікаві зустрічі з його персонажами.
Одного разу після вистави «Пам'ять серця» кореспондент запитав Василя Павловича про образи військових, яких він створив на франківській сцені. Василь Павлович після недовгого роздуму сказав: «Так, всі вони дорогі мені, рідні, це данина пам'яті тим, хто йшов поруч зі мною на бій, виборював щастя й свободу Батьківщини, хто не повернувся  з  цих кривавих  боїв.  Коли я виходжу на сцену у виставі „Пам'ять серця“ О.  Корнійчука, мені  здається, що  мій Генерал — це сам я, що це мої  друзі, фронтові побратими лежать у могилах біля пам'ятника Невідомо- му  солдату і  до  них я  приходжу  на розмову…   І  завжди я  пам'ятаю  відданість, солдатську  вірність, готовність до подвигу моїх фронтових друзів».
У квітні 1980 року Українське телебачення показувало цікаву зустріч діячів мистецтв і передовиків виробництва одного з районів м. Києва. Серед її учасників був і Народний артист України В. П. Дашенко. Йому вручав каску один з молодих будівельників. Приймаючи дарунок, актор схвильовано говорив: «Як учасник Великої Вітчизняної війни хочу побажати, щоб на цілім світі були лише такі каски, як символи миру і добра, а не сталеві каски війни».
Довгий  час  працював як актор, сценарист і режисер на Українському радіо і телебаченні.
Високо цінував Дашенко красу української мови, був активним пропагандистом українського слова і на сцені, і в житті. Двадцять п'ять років поєднував творчу працю в театрі з педагогічною: викладав у театральному інституті імені І. Карпенка-Карого і в студії при театрі. Мав багато хороших, обдарованих учнів.
Був одружений з Лесею Михайлівною  Марченко. У них було багато  спільного. У сім'ї завжди була любов, повага, розуміння і взаємопідтримка. Разом вони переживали і за племінника Лесі Михайлівни — Валерія Марченка, відомого правозахисника.
В. П. Дашенко часто відвідував свою малу батьківщину. Зустрічався з рідними, друзями. Він говорив: «Поспілкувавшись з вами, мої любі односельці, я ніби виріс, все, що я почув і побачив, постараюсь передати в образах моїх героїв, хочу, щоб ви відчули в них мою любов і тепло до Вас…» Вчився у людей жити життям народу. Все життя був тісно пов'язаний з рідним Кагарликом, де батьківська хата, могили батьків і рідних. Крилата доля була у Народного артиста України, ветерана війни і праці Василя Павловича Дашенка. Щедрою була його творча віддача, справжній талант, багатим серце на тепло і доброту, які він дарував людям. Йому пощастило працювати під керівництвом таких відомих кінорежисерів, як О. Довженко, Е. Пенцлін, М. Донський, Л.Луков, Н. Макаренко та інші.
Проходив кінопроби  на кіностудії «Мосфільм» на  роль М.  Фрунзе.  Відомі  його ролі в кінофільмах: Іван Бондар («Дмитро Горицвіт»), художник Венеціанов («Сон»), Гриць («В степах України»), матрос Доля («Це було в Донбасі»), Микола («Мартин Боруля»), Демид («Суєта»), цар Ономай («Кассандра») та інші.
Василь Дашенко — актор щирий і щедрий. Його мистецтво реалістичне й урочисто піднесене. В найкращих ролях з найбільшою повнотою виявилося його акторське обдарування і мистецькі особливості — ніжність, щирість і м'який ліризм.  Майстерність акторського  втілення в образ. Майстерність в точній і різноманітній кількості фарб, у виразнім підкресленні типового для даного героя середовища, часу.
Протягом 4-х років (1950—1954) працював першим заступником Голови президії Українського Театрального Товариства.
Помер Василь Павлович Дашенко 2 січня 1985 року. Похований у м. Кагарлик.
У Кагарлицькій загальноосвітній школі № 2 створено музей школи. Один з розділів музею присвячено Василю Дашенку, який закінчив цю школу в 1932 році.
Учителі та учні доглядають за його могилою, досліджують та систематизують  життєвий і творчий шлях артиста, проводять тематичні зустрічі на вшанування пам'яті майстра і перегляд кінофільмів з його участю.
У грудні 1999 року на святі 85-річчя школи побували народні артисти України Галина Яблонська і Володимир Гончаров. Вони поділилися спогадами про Василя Дашенка.
Протягом     багатьох     років    педагогічний і учнівський колективи домагалися, щоб школі було  присвоєно ім'я  В.  П. Дашенка.  Ініціативу  і клопотання підтримали громадськість міста, органи  місцевого  самоврядування і  виконавчої   влади, а    також    колектив   театру    імені  І.  Франка  та  міністерство  культури  і   мистецтв України. І ось постановою Кабінету Міністрів України від 10 травня 1999 року
№ 794 школі присвоєно ім'я Народного артиста України В. П. Дашенка.
30 грудня 2001 року Національне радіо в програмі журналіста Володимира Карпінського «Радіотеатр» розповіло про Василя Дашенка з нагоди його 85-річчя з дня народження. А 2 січня 2002 року, в день пам'яті актора, журналістка Тамара Олійник провела мистецьку передачу з циклу «Згадаймо» про В. П. Дашенка.
За ініціативи педагогічного колективу Кагарлицької загальноосвітньої школи № 2 у грудні 2002 року виконком Кагарлицької міської ради затвердив Положення про премію міської ради імені Народного артиста України В. П. Дашенка для відзначення кращих учнів міських шкіл.
З нагоди 100-річчя від дня народження Народного артиста України Василя Дашенка у Київському музеї театрального, музичного та кіномистецтва України 17 листопада 2016 року від- бувся урочистий захід «Обличчям до глядачів».
У грудні 2016 року телеканал «Культура» показав передачу про актора. Згадали про його ювілей і в Київському театрі імені І. Франка та на Українському радіо. У газеті «Сільські вісті» 9 червня 2017 року надруковано статтю журналістки Олени Кощенко "Земляк із «Винищувачів».
Талановитим і яскравим людям долею дано, як писав поет, втілюватися «в параходы, стройки и другие добрые дела». В рідному Кагарлику, де похований Василь Дашенко, його ім'я носить школа   № 2 і одна з вулиць міста. У 2014 році   на фасаді міської школи № 2 актору відкрито меморіальну дошку. Створено телепередачу.
Щорічно в Кагарлику кращим учням місцевих шкіл вручають премію імені Василя Дашенка.

## Фільмографія
- 1939: «Сорочинський ярмарок»
- 1939: «Винищувачі» — лейтенант Микола Мельников
- 1939: «Щорс» — солдат
- 1941: «Богдан Хмельницький»
- 1942: «Літа молодії» — Іван Ярош
- 1942: «Відкриття сезону» (2-га новела кіноальманаху «Музична кінозбірка»)
- 1943: «Райдуга»
- 1946: «Це було в Донбасі»
- 1952: «В степах України» — Грицько, син Часника
- 1953: «Мартин Боруля» — Микола, син Гервасія
- 1956: «Суєта» — Демид
- 1960: «Кров людська — не водиця» — епізод
- 1961: «Дмитро Горицвіт» — Іван Бондар
- 1963: «Люди не все знають» — Іван Бондар
- 1964: «Сон» — Венеціанов
- 1967: «Незабутнє» — Запорожець, пасічник

Військові  кінозбірки  (1942—1945 р.р.), «Кассандра», «Для домашнього вогнища», «Триста років тому».